# 군주 - 가면의 주인
《군주 - 가면의 주인》은 2017년 5월 10일부터 2017년 7월 13일까지 방영된 MBC 수목 미니시리즈이다.

## 줄거리
1700년대 조선에 실제 존재했던 조선 팔도의 물을 사유해 강력한 부와 권력을 얻은 조직 편수회와 맞서 싸우는 왕세자 이선의 의로운 사투와 사랑을 그린 정치와 멜로가 적절히 조합된 하이브리드 팩션 사극으로, 백성 때문에 영웅이 되는 세자 이선과 아버지를 참수한 세자에게 복수하려다 사랑에 빠지게 되는 한가은의 풋풋한 로맨스와 함께 권력을 차지하기 위한 암투가 펼쳐진다.

## 등장 인물

### 주요 인물
- 유승호 : 왕세자 이선 역 - 17세, 22세/ 인간이 누릴 수 있는 최고 권력인 왕권이 마땅한 세자. 하지만 사랑하는 여인과 백성을 위해 왕권을 버리고 죽음을 각오하고 진격하는... 사랑 때문에 영웅이 되는 남자
- 김소현 : 한가은 역 - 17세, 22세/중전/ 아버지를 참수 한 세자에게 복수하려다... 그 세자를 왕좌로 돌려보내는 핵심 인물이 되는 여인
- 김명수 : 천민 이선 역 - 17세, 22세/가짜 왕 천민이 가져서는 안 되는 천재적 두뇌와 불의 기운을 가진 남자. 사랑하는 여인 앞에 천민이 아닌, 가짜가 아닌, 한 남자로 서기 위해... 사랑 때문에 진짜 왕이 되려는 사랑이 전부인 남자
- 윤소희 : 김화군 역 - 16세, 21세/ 편수회 수장 대목의 손녀. 편수회 대목의 손녀이지만 세자를 사랑해 집안을 배신하는 여인
- 허준호 : 대목 역 - 50대, 60대/ 편수회의 최고 수장. 언제나 온화하게 웃고 있어 유해 보이지만, 사람의 마음을 날카롭게 꿰뚫어보고 이를 자신의 이재에 이용할 줄 아는 사람
- 박철민 : 우보 역 - 50대, 60대/ 前 성균관 사성(司成). 왕세자 이선의 스승. 이조판서

### 세자의 주변 인물
- 신현수 : 이청운 역 - 19세, 24세/ 왕세자 이선의 동료이자 호위 무사
- 배유람 : 박무하 역 - 20대, 30대/ 왕세자 이선의 충신. 한성부 참군. 좌충우돌 하는 성미를 누르고 조용히 살려고 노력하는 겁쟁이 말단 관리
- 이채영 : 매창 역 - 30대 초반/ 왕세자 이선의 동료. 세자의 정보통. 시와 가야금에 능한 명기(名妓)로 알려져 있지만, 출신도 신분도 정체도 베일에 쌓여있는 신비한 분위기의 여인

### 편수회 관련 인물
- 김병철 : 김우재 역 - 30대, 40대 대목의 아들. 아비의 뜻에 부합하려고 부단히 노력하지만 능력이 안 돼 늘 속이 꼬여있는 인물
- 김종수 : 주진명 역 - 40대, 50대/ 조정 내 편수회 세력 우두머리. 좌의정. 후에 영의정. 뛰어난 식견과 명석한 두뇌, 판세를 읽을 줄 아는 최고의 책략가로 대목의 우직한 오른팔
- 도용구 : 최성기 역 - 40대, 50대/ 편수회원. 동지사 부총관. 후에 우의정 . 무장 집안 출신 답게 항상 당당한 인물. 중전의 사촌 오라비로 집안에 대한 자부심이 높다
- 정규수 : 허유건 역 - 30대, 40대/ 편수회원. 좌찬성. 후에 좌의정. 주도면밀하고 비열하고 철저하게 자신의 이익에 따라 움직이는 박쥐같은 기회주의자
- 김영웅 : 조태호 역 - 30대, 40대/ 편수회원. 양수청장. 뼛속까지 출세욕으로 가득한 인물로 양수청장이 된 뒤 백성을 괴롭히면서 독하게 물을 팔아 엄청난 이익을 남김
- 김서경 : 곤 역 - 16세, 20대 후반/ 조선 최고의 암살자

### 궐 안의 인물
- 김명수 : 선왕 역 (특별출연) - 30대, 50대/ 편수회원. 세자의 아버지. 성군으로 존경 받지만 속내는 그 누구도 알지 못한다. 호학군주의 면모를 보이다 가도 불같은 성정을 드러내 대신들을 두려움에 떨게 하는 야누스적인 왕
- 김선경 : 중전 역 - 40대, 50대/ 왕세자 이선의 적모. 평안도 최고 무인 집안 출신. 이후 대비. 대대로 평안감사를 배출한 조선 최고 무인 집안 출신으로 편수회와 가깝게 지내긴 하지만 마음속 깊이는 편수회를 무시하고 천대
- 최지나 : 영빈 이씨 역 (특별출연) - 20대, 40대/ 왕세자 이선의 생모. 착하고 따뜻한 성품을 가진 여인. 중전과 달리 세도가의 여인도 아니고 야망도 정치색도 없어 왕의 사랑을 받음
- 정두홍 : 이범우 역 (특별출연, 무술감독) - 30대, 50대/ 금군별장. 청운의 아버지. 유명한 검교의 제자로 문과 무 모두에 탁월하지만 검술로 조선 제일이라 불리는 인물
- 송인국 : 현석 역 - 20대/ 이선의 충신. 내금위 겸사복. 이선의 모든 비밀을 알고, 속내를 공유하는 유일한 인물
- 정아미 : 한상궁 역 - 30대/ 중궁전 상궁. 중전이 궐에 들어올 때 데리고 온 본방 상궁으로 중전의 심복
- 이대로 : 상선 역 - 40대/ 3대 왕을 모신 내관(내시)

### 주변 인물
- 전노민 : 한규호 역 (특별출연) - 30대/ 가은의 아버지. 한성부 좌윤. 정의롭고 지혜로운 인물로 공정한 판단을 내리는 판관으로 이름이 높다
- 박현숙 : 유선댁 역 - 20대, 30대/ 이선의 어머니. 가은의 유모. 가은이를 아기 때부터 키웠고, 그 공으로 규호가 면천을 시켜줘 가은에 대한 정이 남다름
- 정해균 : 이선 부 역 (특별출연) - 30대/ 이선의 아버지. 양수청 물지게꾼
- 고나희 : 꼬물이 역 - 6세/ 이선의 여동생. 시장에서 엄마 장사를 돕기도 하고, 우보의 다리가 되어 서간 심부름을 하기도 하는 야무진 아이

### 그 외 인물
- 진기주 : 최강서 역 - 호위 무사
- 공정환
- 한지웅 : 철구 역
- 박기륭 : 장서방 역 - 대목 집 청지기. 대대로 편수회 집안에 충성해온 청지기. 입이 무겁고 대목에 대한 충성심이 높다
- 김사랑 : 양이 역 - 짐꽃밭에서 일하다 탈출한 아이
- 김종구 : 김광열 역 - 대사헌
- 이진이 : 연주 역 - 우의정 최성기의 딸
- 차도연
- 엄서현 : 오월이 역 - 짐꽃밭에서 일하는 아이
- 문수빈
- 윤종원
- 김대국 : 내금위 군사 역
- 최찬숙 : 궁중어른 역
- 강운

### 특별출연
- 민필준 : 천수 역 - 동궁전 내시
- 이재용 : 보부상 역 - 보부상 접장
- 김학철 : 최헌 역 - 함길도 병마절도사

## 시청률
최저 시청률과 최고 시청률은 시청률 조사회사와 지역별로 시청률에 차이가 있을 수 있습니다.
| 2017년      | 2017년      | 2017년         | 2017년       | 2017년         | 2017년       |
| 회차        | 방송일      | TNmS 시청률    | TNmS 시청률  | AGB 시청률     | AGB 시청률   |
| 회차        | 방송일      | 대한민국(전국) | 서울(수도권) | 대한민국(전국) | 서울(수도권) |
| ----------- | ----------- | -------------- | ------------ | -------------- | ------------ |
| 제1회       | 5월 10일    | 8.8%           | 10.0%        | 9.7%           | 10.5%        |
| 제2회       | 5월 10일    | 10.1%          | 10.9%        | 11.6%          | 12.1%        |
| 제3회       | 5월 11일    | 10.4%          | 11.5%        | 10.5%          | 11.2%        |
| 제4회       | 5월 11일    | 10.8%          | 11.9%        | 12.6%          | 13.4%        |
| 제5회       | 5월 17일    | 8.5%           | 10.4%        | 11.2%          | 11.8%        |
| 제6회       | 5월 17일    | 9.2%           | 11.0%        | 12.5%          | 12.9%        |
| 제7회       | 5월 18일    | 10.4%          | 11.8%        | 12.0%          | 12.9%        |
| 제8회       | 5월 18일    | 11.6%          | 13.1%        | 13.4%          | 14.2%        |
| 제9회       | 5월 24일    | 10.6%          | 10.9%        | 11.9%          | 12.7%        |
| 제10회      | 5월 24일    | 11.7%          | 12.6%        | 13.8%          | 15.2%        |
| 제11회      | 5월 25일    | 11.1%          | 11.7%        | 12.1%          | 13.2%        |
| 제12회      | 5월 25일    | 12.3%          | 13.3%        | 13.8%          | 15.1%        |
| 제13회      | 5월 31일    | 11.8%          | 13.8%        | 11.7%          | 12.2%        |
| 제14회      | 5월 31일    | 12.8%          | 15.7%        | 13.6%          | 14.5%        |
| 제15회      | 6월 1일     | 12.0%          | 14.5%        | 12.0%          | 12.6%        |
| 제16회      | 6월 1일     | 13.4%          | 15.8%        | 13.6%          | 14.2%        |
| 제17회      | 6월 7일     | 11.6%          | 13.0%        | 10.9%          | 11.0%        |
| 제18회      | 6월 7일     | 12.4%          | 14.0%        | 11.9%          | 11.6%        |
| 제19회      | 6월 8일     | 11.0%          | 13.0%        | 11.2%          | 11.2%        |
| 제20회      | 6월 8일     | 11.4%          | 14.0%        | 12.2%          | 12.1%        |
| 제21회      | 6월 14일    | 11.8%          | 13.0%        | 11.3%          | 11.8%        |
| 제22회      | 6월 14일    | 13.0%          | 14.5%        | 13.0%          | 13.8%        |
| 제23회      | 6월 15일    | 10.3%          | 11.3%        | 11.3%          | 11.3%        |
| 제24회      | 6월 15일    | 12.0%          | 13.2%        | 13.4%          | 13.2%        |
| 제25회      | 6월 21일    | 10.3%          | 11.5%        | 10.6%          | 10.8%        |
| 제26회      | 6월 21일    | 11.8%          | 13.0%        | 13.2%          | 13.5%        |
| 제27회      | 6월 22일    | 10.0%          | 11.9%        | 10.8%          | 11.4%        |
| 제28회      | 6월 22일    | 11.6%          | 14.1%        | 12.2%          | 12.4%        |
| 제29회      | 6월 28일    | 9.6%           | 11.0%        | 10.1%          | 10.1%        |
| 제30회      | 6월 28일    | 11.2%          | 13.7%        | 12.2%          | 12.3%        |
| 제31회      | 6월 29일    | 10.5%          | 12.6%        | 11.9%          | 11.9%        |
| 제32회      | 6월 29일    | 12.2%          | 14.5%        | 14.4%          | 14.6%        |
| 제33회      | 7월 5일     | 12.1%          | 12.2%        | 12.6%          | 13.3%        |
| 제34회      | 7월 5일     | 14.0%          | 14.6%        | 13.6%          | 14.5%        |
| 제35회      | 7월 6일     | 12.9%          | 15.2%        | 12.8%          | 13.5%        |
| 제36회      | 7월 6일     | 14.7%          | 16.6%        | 14.9%          | 15.2%        |
| 제37회      | 7월 12일    | 15.5%          | 18.0%        | 13.2%          | 13.9%        |
| 제38회      | 7월 12일    | 17.6%          | 20.3%        | 14.5%          | 15.2%        |
| 제39회      | 7월 13일    | 14.4%          | 16.1%        | 13.3%          | 13.5%        |
| 제40회      | 7월 13일    | 16.0%          | 18.4%        | 14.4%          | 14.7%        |
| 평균 시청률 | 평균 시청률 | 11.8%          | 13.5%        | 12.4%          | 12.9%        |

## 수상 및 후보
| 연도 | 상                          | 부문                          | 작품/수상자                                                 | 결과 | 출처 |
| ---- | --------------------------- | ----------------------------- | ----------------------------------------------------------- | ---- | ---- |
| 2017 | 제10회 코리아 드라마 어워즈 | 작품상                        | 군주 - 가면의 주인 (쓸쓸하고 찬란하神 - 도깨비와 공동 수상) | 수상 |      |
| 2017 | 제10회 코리아 드라마 어워즈 | 프로듀서상                    | 노도철                                                      | 후보 |      |
| 2017 | 제10회 코리아 드라마 어워즈 | 작가상                        | 박혜진                                                      | 수상 |      |
| 2017 | 제10회 코리아 드라마 어워즈 | 남자 우수상                   | 전노민                                                      | 수상 |      |
| 2017 | 제10회 코리아 드라마 어워즈 | 남자 신인상                   | 김명수                                                      | 후보 |      |
| 2017 | 제10회 코리아 드라마 어워즈 | KDA상                         | 허준호                                                      | 수상 |      |
| 2017 | 제1회 더 서울어워즈         | 드라마부문 여우신인상         | 윤소희                                                      | 수상 |      |
| 2017 | MBC 연기대상                | 미니시리즈 남자 최우수 연기상 | 유승호                                                      | 수상 |      |
| 2017 | MBC 연기대상                | 미니시리즈 황금 연기상        | 김선경                                                      | 수상 |      |
| 2017 | MBC 연기대상                | 남자 인기상                   | 김명수                                                      | 수상 |      |
| 2017 | MBC 연기대상                | 여자 인기상                   | 김소현                                                      | 수상 |      |
| 2017 | MBC 연기대상                | 투혼 연기상                   | 김명수                                                      | 수상 |      |

## 동시간대 드라마
- SBS 수목드라마
  - 《수상한 파트너》 (2017년 5월 10일 ~ 2017년 7월 13일)

- KBS 수목드라마
  - 《추리의 여왕》 (2017년 4월 5일 ~ 2017년 5월 25일)
  - 《7일의 왕비》 (2017년 5월 31일 ~ 2017년 8월 3일)